# Palaeorhiza albopicta
Palaeorhiza albopicta là một loài Hymenoptera trong họ Colletidae. Loài này được Hirashima mô tả khoa học năm 1989.